# Wireless Multimedia Extensions
Wireless Multimedia Extensions(WME)は、IEEE 802.11e規格に基づいたWi-Fi Allianceによる相互接続性の認証である。Wi-Fi Multimedia(WMM)の別称でも知られている。IEEE 802.11ネットワークの基本的なQoSの機能を提供する。WMMは「音声」・「ビデオ」・「ベストエフォート」・「バッググラウンド」の4つのアクセスカテゴリー(AC)に応じたトラフィックに優先順位を付ける。スループットの保証は提供されない。Wi-Fi電話端末(VoWLAN)上でのVoIPのような、QoSを必要要件とすることが明確に定義されたアプリケーションに適している。

## 概要
≪※が付いた用語は、用語説明の項目にて解説する。≫
WMMは、CSMA/CAの無線フレーム伝送による従来のWi-FiのDCF※1に代わって、EDCF※2がWMMの1.1版として記述されており、その記述では、EDCAの4つのアクセスカテゴリが定義されている。
| EDCA - 4つのアクセスカテゴリ ( AC ) |       |                    |
| 優先度                              | AC    | トラフィックタイプ |
| 1                                   | AC_VO | 音声               |
| 2                                   | AC_VI | ビデオ             |
| 3                                   | AC_BE | ベストエフォート   |
| 4                                   | AC_BK | バッググラウンド   |

EDCAのパラメータは、アクセスポイントから無線機器に送られた情報の種類に基づいて、TXOP※3の時間をどれくらいに設定するかの制御を行なうWMM認証を受けた無線機器に使われる。
Wi-Fiを通じて音声通話(VoIP)や音声や動画のストリーミング配信、オンラインゲームなどリアルタイム性が必要な通信を行う際、それらをWeb閲覧など他の通信より優先的に取り扱う。

## 省電力認証
Wi-Fi AllianceがWMMの仕様に「省電力認証(Power Save Certification)」を付け加えた。WMM Power Saveと呼ばれる。
信号品質の改善や電力消費の最適化などを通じて、Wi-Fiネットワークにおける効率的な消費電力を実現するためのフレームワークをデバイス製造業者や開発者に提供する。

## 用語説明
- ※1.  DCF = (分散調整機能: Distributed Coordination Function) 無線LANで利用する媒体アクセス制御方式であるCSMA/CAにおいて，データの衝突を避けつつ伝送する手順[4]

- ※2. EDCF = (拡張分散調整機能: Enhanced Distributed Coordination Function) DCFを拡張した802.11e規格。DCFでは1つであった送信キューが、EDCFでは最大8個まで備えられるようになっている。この送信キューを通信データの優先度によって使い分ける方式が提案されている。その方式では、優先度が異なる送信キューに送信データが格納されると、優先度の高いキューほどバックオフ時間が短くなるように設定されている。そのため、優先度の高いデータが送信されやすい。

- ※3. TXOP = (伝送機会:Transmission Opportunity) チャネルの占有時間のこと。この値が大きいほど、一度得た送信権でより多くのフレームを転送できるが、キューのリアルタイム性が損なわれるため調整が必要となる。値を0にした場合、1回の送信権で1フレームだけ送信できる。「AC_BK」や「AC_BE」などはこの値を0にしておくことが一般的である。[5]